# Powiat suraski (departament białostocki)
Powiat suraski (niem. Kreis Suracz) – jednostka administracyjna na ziemiach zabranych istniejąca w latach 1795–1807. Należała do Królestwa Prus (do departamentu białostockiego Prus Nowowschodnich). Siedzibą władz powiatu był Brańsk.

## Historia
16 listopada 1794 upadło powstanie kościuszkowskie, w rok później upadła I Rzeczpospolita. Po trzecim rozbiorze tereny północno-wschodniej Polski weszły w skład państwa pruskiego, które utworzyło z nich nową prowincję Prusy Nowowschodnie z podziałem na dwa departamenty: białostocki i płocki. Departament białostocki podzielono na dziesięć powiatów (dystryktów) – jednym z nich był powiat suraski.
Powiat suraski utworzono z obszarów zniesionych powiatów: a) brańskiego (okolice Brańska), b) suraskiego (okolice Suraża) i c) tykocińskiego (okolice Tykocina), istniejących w latach 1513–1795 w ziemi bielskiej województwa podlaskiego I Rzeczypospolitej z siedzibą w Tykocinie. Sam starosta mieszkał w Żędzianach. Powiat suraski był jednym z 10 w departamencie białostockim. Aż 40% mieszkańców stanowiła drobna szlachta (6942 z 17 066). 382 osoby zaliczono do szlachty nieosiadłej. Powiat suraski objął 3 miasta: Brańsk, Suraż, Tykocin.
Powiat suraski zniesiono w związku na mocy traktatu tylżyckiego z 1807 roku, kiedy to część jego terytorium odłączono od Prus i przekazano Rosji, gdzie weszło w skład obwodu białostockiego: okolice Suraża włączono do powiatu białostockiego, a Brańska i Topczewa do powiatu bielskiego. Natomiast okolice Tykocina weszły w skład Księstwa Warszawskiego, państwa polskiego związanego unią personalną z Królestwem Saksonii.